# Uszty-Uda
Uszty-Uda (oroszul: Усть-Уда) városi jellegű település Kelet-Szibériában, Oroszország Irkutszki területén, az Uszty-udai járás székhelye.
Lakossága: 5173 fő (a 2010. évi népszámláláskor).

## Fekvése
Az Irkutszki terület déli részén, Irkutszk területi székhelytől 320 km-re, az Angarán kialakított Bratszki-víztározó jobb partján helyezkedik el. A fő közlekedési útvonalak elkerülik. A legközelebbi vasútállomás Zalari (103 km), a transzszibériai vasútvonal Tajset–Irkutszki szakaszán.

## Története
Eredetileg az Uda (az Angara mellékfolyója) torkolatánál alapították, mint azt neve is jelzi (az orosz usztyje jelentése 'torkolat'). Írott forrás 1690-ben említi először. 1723-ban 8 udvara, 1911-ben 97 udvara és 566 lakosa volt, akik főként gabonát termesztettek, földműveléssel foglalkoztak.
Lakói 1957-ben értesültek arról, hogy a víztározó építése miatt a területet el kell hagyniuk. Az 1950-es és 1960-as évek fordulóján a falu délebbre, az Angara völgyébe költözött. 1962 májusban városi jellegű település státust kapott és járási székhely lett. Eredeti helye a víztározó feltöltésekor víz alá került.

## A 21. században
A tározó vizének higannyal szennyezettsége ezen a részen többszöröse a megengedett értéknek, ezért az 1990-es évek végén megtiltották az ipari méretű halászatot. A szennyezés okozója az Uszolje-Szibirszkojeben működő vegyipari gyár (Uszoljehimprom).
A lakóházak 14%-a komfortos (vezetékes vízzel és központi fűtéssel), 7%-a csatornázott, 1%-a meleg vízzel ellátott. 80 ágyas kórháza rozoga állapotban van, a két általános iskolai épület balesetveszélyes, újak építésére lenne szükség. Az új templomot 2006-ban nyitották meg.
- Uszty-Uda nevezetes szülötte Valentyin Raszputyin (1937–2015) orosz író. Egyik leghíresebb műve éppen az elárasztásra ítélt falu emberi tragédiáiról szól: Isten veled, Matyora (Прощание с Матёрой, Proscsanyije sz Matyoroj, 1976). Magyarra fordította Harsányi Éva, Európa Kiadó, 1980.